# Olympique Lyonnais
Olympique Lyonnais ali preprosto Lyon je francoski nogometni klub iz mesta Lyon. Ustanovljen je bil leta 1899 pod imenom Lyon Olympique Universitaire, a mnogi navijači in športni zgodovinarji trdijo, da je bil ustanovljen leta 1950. Klub trenutno igra v 1. francoski ligi.
Najboljše obdobje Lyona se je začelo leta 2002, ko je prvič postal francoski prvak. Zatem pa je bil prvak še šestkrat zapored. Osvojil pa je tudi 4 francoske pokale in 2 naslova prvaka 2. francoske lige. V sezoni 2009/10 je v Ligi prvakov prišel do polfinala, kjer pa ga je s skupnim rezultatom 0-4 porazil FC Bayern München.
Lyon je tudi eden od ustanoviteljev evropske nogometne zveze, hkrati pa je bil tudi član organizacije G-14, ki je obstajala med letoma 2000 in 2008.
Lyonov domači stadion je Parc Olympique Lyonnais, ki sprejme 59.186 gledalcev. Barva dresov je bela z modrimi in rdečimi vzorci. Vzdevek Lyonovih nogometašev je Les Gones (otroci).
Lyon pa je tudi eden bolj popularnih nogometnih klubov v Franciji. Raziskava iz leta 2009 je pokazala, da je 11% prebivalstva podpornikov Lyona. Enak delež pa predstavljajo tudi podporniki Paris Saint-Germaina. Več podpornikov ima le Marseille.

## Rivalstvo
Lyonov rival je Saint-Étienne. Dvoboj med tema dvema kluboma je znan kot Derby Rhône-Alpes, ali preprosto Le Derby